# Viktor Fasth
Viktor Fasth (* 8. August 1982 in Kalix) ist ein schwedischer Eishockeytorwart, der seit Mai 2017 erneut beim Växjö Lakers HC in der Svenska Hockeyligan unter Vertrag steht. Darüber hinaus ist er Torwart der schwedischen Eishockeynationalmannschaft und wurde mit ihr 2017 Weltmeister.

## Karriere
Viktor Fasth stand in der Saison 2000/01 für die Brooklyn Tigers in der Division 2, die vierthöchste schwedische Spielklasse, auf dem Eis. Für die folgende Saison wurde der Torwart vom Drittligisten Vänersborgs HC verpflichtet. Diesen verließ er nach einer Spielzeit, um für die Tvåstad Cobras aufzulaufen. Mit dem Verein gelang ihm in seiner ersten Saison der Aufstieg in die Division 1. Nach der Saison 2003/04 zog sich der Club jedoch aus der dritten schwedischen Liga zurück, da sich die finanzielle Situation entsprechend verschlechtert hatte. Fasth blieb in der Division 1, nachdem er ein Vertragsangebot von Tingsryds AIF angenommen hatte. Nachdem er in der Saison 2004/05 mit einer Fangquote von 87,1 Prozent in seinen 16 Einsätzen nicht überzeugt hatte, kam er in der darauffolgenden Spielzeit öfters zum Einsatz und bildete ein Torwartduo mit Oskar Fransson, die beide abwechselnd das Tor von Tingsryds AIF hüteten. Im Verlauf der Saison 2006/07 zeigte Fasth erstmals sein Potenzial auf und setzte sich endgültig als Stammtorwart durch. In der regulären Saison kam er in 39 Einsätzen in der Division 1 auf eine Fangquote von 92,4 Prozent und erreichte einen Gegentorschnitt von 2,22. In derselben Spielzeit nahm Fasth mit dem Verein an den Kvalserien um den Aufstieg in die HockeyAllsvenskan teil, der allerdings nicht erreicht wurde.
Obwohl der Aufstieg verpasst wurde, spielte der Schwede in der Saison 2007/08 eine Ligastufe höher als in der vorhergehenden Saison, da er sich auf einen Kontrakt mit dem Zweitligisten Växjö Lakers HC geeinigt hatte. Dort setzte er sich gegen Tuomo Karjalainen um den Posten des Stammtorwarts durch. In der Saison 2008/09 kam er verletzungsbedingt lediglich zu neun Einsätzen für die Växjö Lakers. In der darauffolgenden Spielzeit bildete Fasth ein Duo mit Oscar Alsenfelt. Die reguläre Saison 2009/10 beendete Fasth mit einer Fangquote von 93 Prozent, der beste Wert in der HockeyAllsvenskan, und nahm mit dem Verein im Anschluss an den Kvalserien teil. In diesen wurde der mögliche Aufstieg in die Elitserien verpasst. Zur Saison 2010/11 erhielt der Torwart einen Kontrakt bei AIK Solna. Auch in der höchsten Spielklasse etablierte er sich schnell als einer der besten Torhüter und war im Tor des AIK gesetzt, trotz der Konkurrenz des erfahrenen Finnen Vesa Toskala. Fasth parierte in seiner Debütsaison 92,5 Prozent der Schüsse und belegte in dieser Kategorie den dritten Platz in der Elitserien.
Mit seinen Leistungen hatte er maßgeblichen Anteil, dass der AIK erstmals seit 2001 wieder die Play-offs in der höchsten schwedischen Liga erreichte. In den Halbfinalspielen unterlag die Mannschaft trotz der herausragenden Leistungen des Torwarts mit einem Sweep dem späteren Meister Färjestad BK. Nach Saisonende wurden seine Leistungen entsprechend gewürdigt und Fasth mit der Honkens trofé als bester Torwart des Jahres sowie dem Guldpucken als bester schwedischer Spieler des Jahres ausgezeichnet. Seine konstant überzeugenden Leistungen in der heimischen Elitserien setzte der Schlussmann ebenso in der Saison 2011/12 fort, in der Fasth mit AIK die Halbfinals der Endrunde erreichte und zum zweiten Mal in Folge mit der Honkens trofé die Auszeichnung als bester Torwart des Jahres erhielt. Dadurch empfahl sich der Schwede für ein Engagement in der National Hockey League und unterzeichnete im Mai 2012 einen Kontrakt für die Spielzeit 2012/13 bei den Anaheim Ducks.
Den NHL-Lockout in der Saison 2012/13 verbrachte der schwedische Nationaltorwart zunächst beim schwedischen Zweitligisten Tingsryds AIF, für den Fasth in zwölf Partien der HockeyAllsvenskan zwischen den Pfosten stand und eine Fangquote von über 94 Prozent erreichte. Anschließend debütierte er am 26. Januar 2013 im Heimspiel der Anaheim Ducks gegen die Nashville Predators in der National Hockey League, wobei der Schlussmann 19 von 21 Torschüsse parierte und einen Sieg im Shootout bei seinem Ligadebüt erzielte. Bei seinem vierten NHL-Einsatz für die Kalifornier, am 6. Februar 2013 auswärts bei der Colorado Avalanche, gelang es Fasth alle 31 auf sein Tor abgefeuerten Schüsse abzuwehren und den ersten Shutout seiner Karriere zu verbuchen. Auch in den folgenden Wochen hielt er seine Leistungen auf einem konstant hohen Niveau, sodass Fasth als erst dritter Torhüter der NHL-Historie die ersten acht NHL-Spiele seiner Karriere gewann. Lediglich Ray Emery, dem neun Siege zu Beginn seiner NHL-Laufbahn gelangen, war bis dato erfolgreicher. Im selben Monat verlängerten die Kalifornier den zum Saisonende auslaufenden Kontrakt mit dem Torwart um zwei Spielzeiten bis zum Saisonende 2014/15. Während dieser Zeit soll Fasth insgesamt 5,8 Millionen US-Dollar verdienen.
Im März 2014 wurde er zu den Edmonton Oilers transferiert, die ihm am Ende der Saison keinen neuen Vertrag gaben. Anschließend wurde er im Juli 2015 vom HK ZSKA Moskau verpflichtet. Dort war er hinter Ilja Sorokin in den folgenden zwei Jahren zweiter Torhüter. 2017 lief sein Vertrag beim ZSKA aus und Fasth kehrte zu den Växjö Lakers HC zurück.

### International
Für Schweden nahm Fasth an der Weltmeisterschaft 2011 teil, bei der er mit der schwedischen Auswahl die Silbermedaille gewann. Fasth, der trotz sechs Gegentoren im Endspiel gegen Finnland ein herausragendes Turnier absolvierte, wurde ins All-Star-Team der Weltmeisterschaft gewählt, als bester Torwart sowie als wertvollster Spieler des Turniers ausgezeichnet. In seinen sieben Einsätzen kam er auf eine Fangquote von 94,6 Prozent, einen Gegentorschnitt von 1,71 und erreichte drei Shutouts. Bei der Weltmeisterschaft 2012 – ausgetragen in seinem Heimatland – war Fasth erneut Stammtorwart der schwedischen Auswahl, verfehlte mit dem Team allerdings den angestrebten Medaillengewinn.
Bei der Weltmeisterschaft 2017 gewann er mit den Tre Kronor erneut den Weltmeistertitel.

## Erfolge und Auszeichnungen
- 2011 Guldpucken
- 2011 Honkens trofé
- 2012 Honkens trofé
- 2018 Schwedischer Meister mit Växjö Lakers Hockey
- 2018 Honkens trofé
- 2021 Honkens trofé

### International
- 2011 Silbermedaille bei der Weltmeisterschaft
- 2011 Wertvollster Spieler der Weltmeisterschaft
- 2011 Bester Torhüter der Weltmeisterschaft
- 2011 All-Star-Team der Weltmeisterschaft
- 2017 Goldmedaille bei der Weltmeisterschaft

## Karrierestatistik
Stand: Ende der Saison 2014/15
(Legende zur Torhüterstatistik: GP oder Sp = Spiele insgesamt; W oder S = Siege; L oder N = Niederlagen; T oder U oder OT = Unentschieden oder Overtime- bzw. Shootout-Niederlage; Min. = Minuten; SOG oder SaT = Schüsse aufs Tor; GA oder GT = Gegentore; SO = Shutouts; GAA oder GTS = Gegentorschnitt; Sv% oder SVS% = Fangquote; EN = Empty Net Goal; 1 Play-downs/Relegation; Kursiv: Statistik nicht vollständig)